# الجزر الفلبينية 1493-1803
الجزر الفلبينية، 1493-1898، المشار إليها في كثير من الأحيان بـ بلاير وروبرتسون على اسم مؤلفيها، كانت سلسلة مكونة من 55 مجلدًاً من الوثائق التاريخية الفلبينية . ترجمتها إيما هيلين بلير وجيمس الكسندر روبرتسون، مدير المكتبة الوطنية للفلبين من عام 1910 إلى عام 1916.
تم نشر المجموعة الأصلية المكونة من 55 مجلدًا من عام 1903 إلى عام 1909 بواسطة شركة آرثر إتش كلارك في كليفلاند، أوهايو. لم يتم طبع وبيع أكثر من 500 مجموعة بين عامي 1903 و 1909. في عام 1962، تم طبع إعادة إصدار بواسطة طباعة الصور بتايبيه، وتم تحديدها ب 300 مجموعة. بينما لا تزال السلسلة معترف بها كمصدر مهم لتاريخالفلبين الفلبين لغير الناطقين باللغة الإسبانية، فقد تعرضت لانتقادات من قبل المؤرخين الحديثين، وخاصة غلوريا كانو، لتحريفها بصورة متعمدة للوثائق الأصلية الإسبانية لتصوير الحكم الاستعماري الإسباني بطريقة سلبية (الأسطورة السوداء الإسبانية) كجزء من الاستراتيجية السياسية الأمريكية العامة لتهدئة الفلبين خلال الفترة الاستعمارية الأمريكية.